# 唐安陵
安陵为唐朝皇家陵寝之一，为唐昭宗母恭宪皇后王氏墓。位于京兆府万年县（今陕西省西安市）。
唐懿宗咸通年间，王氏入宫，生下寿王之后去世。龙纪元年（889年），寿王即位为唐昭宗，赠母亲皇太后，谥号恭宪。没有和父亲唐懿宗合葬简陵，而是将母亲的陵墓称为安陵。元朝编撰的《类编长安志》指安陵在万年县东北二十五里东陵乡霸水东原上。今址不详。